# Fons Naterop
Alfons Maria Theodorus Naterop (Oosterhout, 29 september 1956) is een Nederlandse ambtenaar, bestuurder en CDA-politicus.

## Levensloop
Naterop volgde diverse hbo- en managementopleidingen aan diverse Bestuursacademie's. Van 1978 tot 1983 was hij beleidsmedewerker bij de gemeente Borne en van 1983 tot 1989 afdelingshoofd bij de gemeente Vriezenveen. Naterop was van 1989 tot 1993 gemeentesecretaris in Lith.
In 1993 werd Naterop gemeentesecretaris in de gemeente Geldermalsen om in 1999 zijn carrière voort te zetten als gemeentesecretaris van de gemeente Halderberge. Tegelijkertijd was hij van 2005 tot 2008 directielid van de Veiligheidsregio Midden- en West-Brabant.
Naterop was vanaf 1 september 2008 burgemeester van Aalburg. Hij bleef in deze functie tot de fusering van de gemeente Aalburg tot de nieuwe gemeente Altena per 1 januari 2019.
Vanaf 28 november 2018 was Naterop de waarnemend burgemeester van Boxtel. Op 26 november 2019 werd Ronald van Meygaarden burgemeester van Boxtel. Vanaf 21 februari 2020 was hij waarnemend burgemeester van Kapelle. Op 1 oktober 2022 werd Constantijn Jansen op de Haar burgemeester van Kapelle.
Naterop is getrouwd en heeft twee kinderen.